# Fort bij Nigtevecht

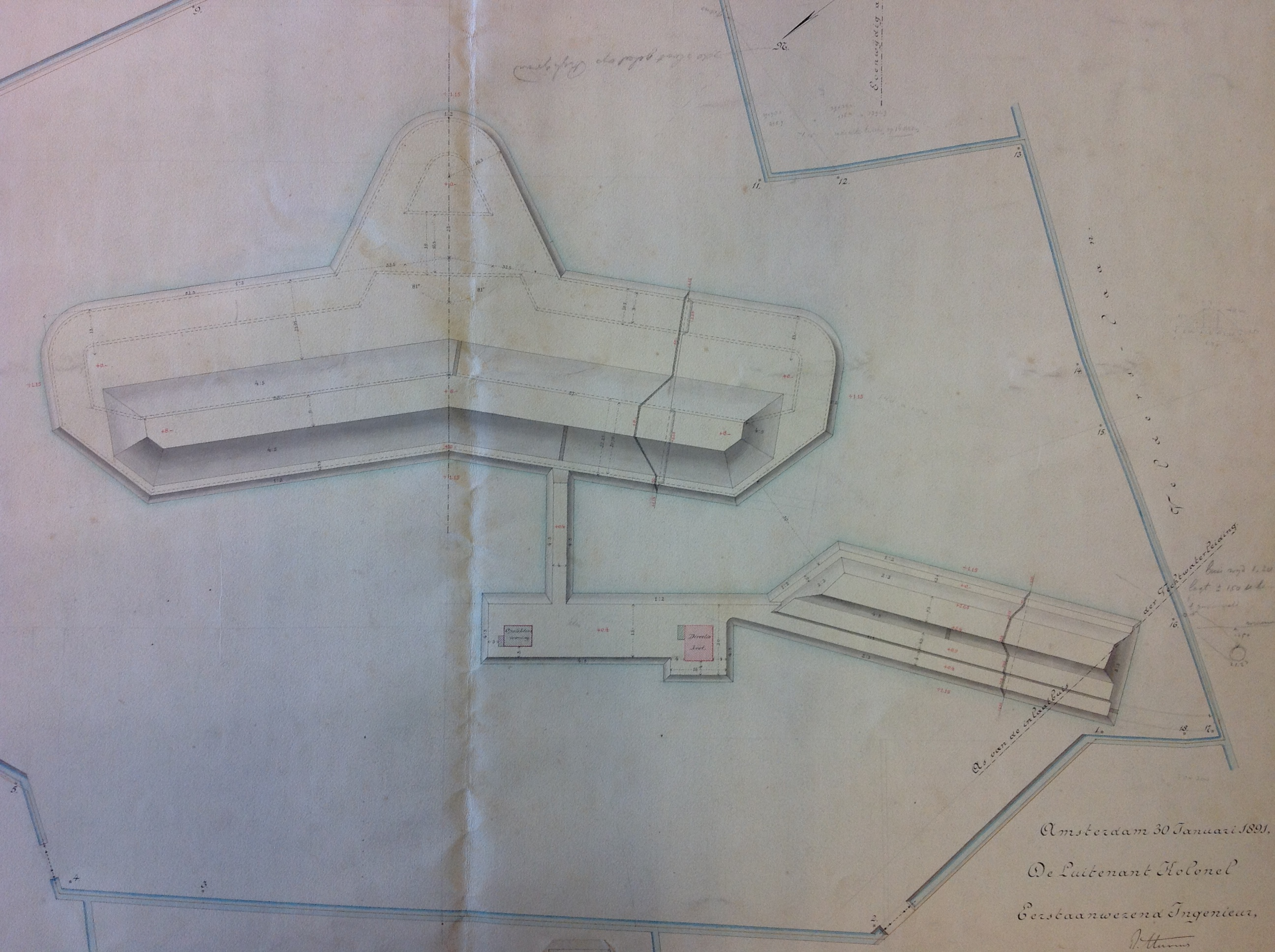
Fragment van de tekening met plan voor de zandophoging Fort bij Nigtevecht (1891).

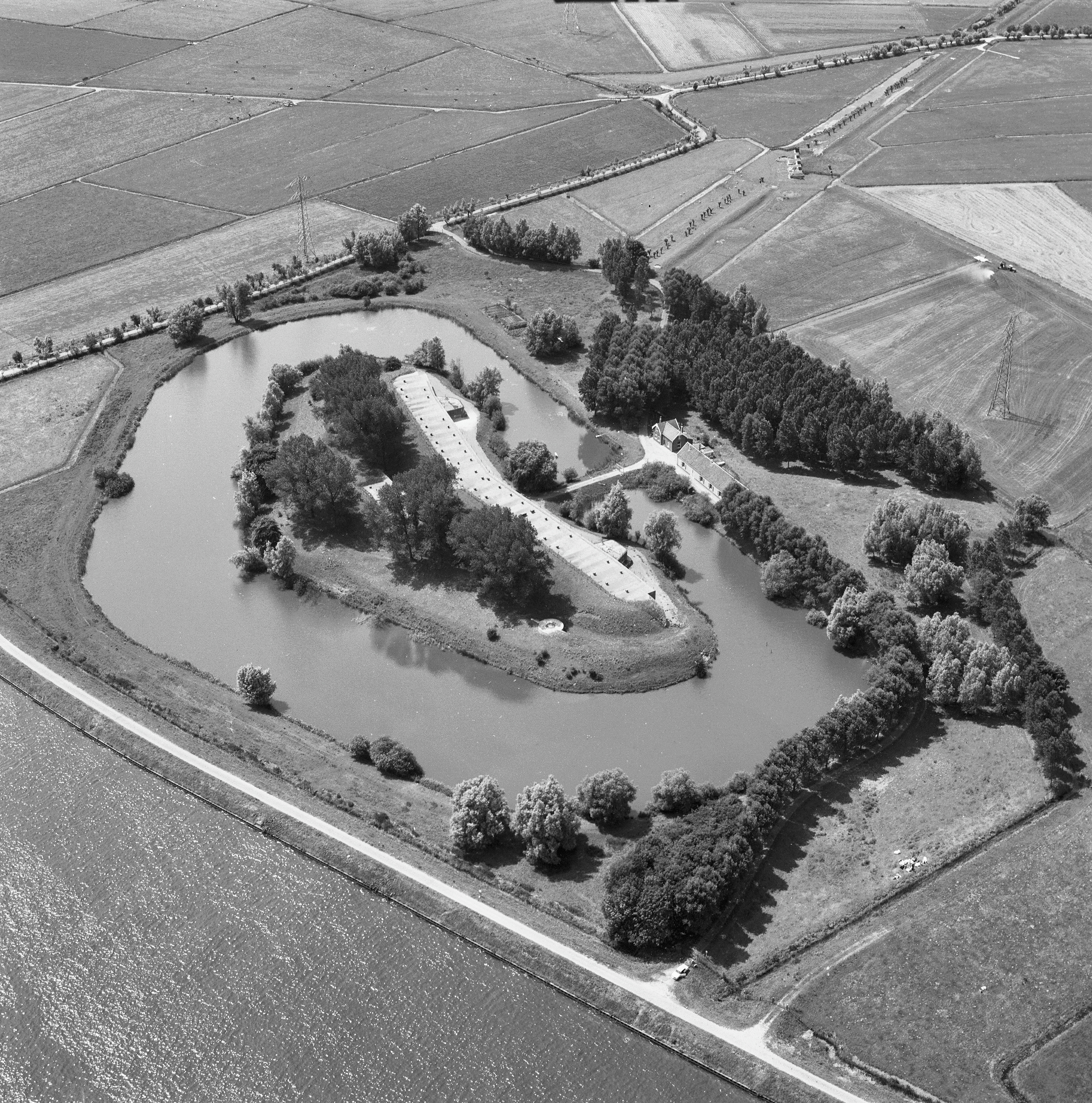
Fort bij Nigtevecht vanuit de lucht gezien (1977).

Het Fort bij Nigtevecht is een fort van de Stelling van Amsterdam. Het is gelegen in de Utrechtse gemeente De Ronde Venen op de westoever van het Amsterdam-Rijnkanaal ter hoogte van de Velterslaan tegenover Nigtevecht. Het staat ook lokaal bekend als het Knakenfort.

## Ligging en functie
Alhoewel het fort de naam van Nigtevecht heeft is het vanuit die plaats sinds 1968 slechts met een omweg via de Weesperbrug of Loenerslootsebrug bereikbaar. Sinds 3 augustus 2018 is het door de opening van de Liniebrug voor fietsers en voetgangers echter weer rechtstreeks vanuit Nigtevecht bereikbaar.
Het fort had als doel het beschermen van de sluis tussen de Vecht en het Merwedekanaal (thans Amsterdam-Rijnkanaal), en van de 500 meter zuidelijk gelegen inlatingspunt van de Vechtwaterleiding ten zuidoosten van het fort. Achter het fort ligt de Liniewal Geindijk-Nigtevecht naar het riviertje het Gein. Vanuit de linker keelkazemat kon het terrein van de Aetsveldsepolder richting Weesp worden bestreken en de rechter keelkazemat hielp het voorterrein van Fort bij Abcoude verdedigen.
Ten zuidwesten van het fort ligt Fort bij Abcoude, het eerste fort van de Stelling en nog opgetrokken uit baksteen; ten noordoosten ligt Fort bij Hinderdam, een ouder fort, dat deel uitmaakte van de Nieuwe Hollandse Waterlinie.
Volgens de militaire bevelstructuur behoorde het fort tot de sector Ouderkerk, groep Abcoude, vak Nigtevecht.

## Bouw
In 1889 werd het aardwerk van het fort aangelegd. Het veen ter plaatse werd afgegraven. In de plaats hiervan kwam zand dat ver boven het maaiveld uitstak. Het gewicht deed het zand inklinken en zo werd een stevige basis verkregen voor de gebouwen. In 1893 werd het zand vergraven tot een verdedigbaar aardwerk met opstelplaatsen voor kanonnen. In vredestijd konden de kanonnen worden gestald in de bergloods.
Het fort model A was in 1904 voltooid. De bomvrije ruimte bestond uit een langgerekt betonnen hoofdgebouw met verblijven voor de manschappen, een poterne die de verbinding maakt met een klein frontgebouw, twee keelkazematten en in de frontwal twee geschutskoepels (zogenaamde hefkoepels), en dit alles omgeven door een natte gracht. De gracht aan de voorzijde is ongeveer 50 meter breed. Buiten het eigenlijke fort bevonden zich een directiewoning, een opzichterswoning, en een bergloods. De beide woningen werden gebouwd van baksteen en de bergloods van hout.

### Bouwdetails
Voor de bouw van het fort werden zo'n 1900 heipalen van gemiddeld acht meter lang in de grond geslagen. De muur aan de frontzijde is gemaakt van 1,5 meter dik beton en de binnenmuren en de muur aan de keelzijde zijn 1 meter dik. De ruimten in het fort zijn gewelfd. Bij de zijmuren is de hoogte 2,0 meter en in het midden is de hoogte 2,75 meter. Het gebouw is zo’n 4,6 meter hoog waardoor het dak een maximale dikte heeft van bijna twee meter. Het dak is niet egaal vlak, het loopt af naar de voormuur en hier zijn waterafvoeren. Op het gebied van de persoonlijke hygiëne waren de forten goed uitgerust. In het fort wordt het regenwater opgevangen in druipkokers en via een afvoerleiding naar een van de twee waterreservoirs onder de vloer geleid. De grootste drinkwaterkelder ligt onder de vloer van de poterne. De bemanning van het fort had hiermee voldoende water om een lange periode van bezetting vol te houden. In het fort zijn zes pompen geïnstalleerd, waarvan een buiten, om het water uit de reservoirs te halen. Er is een overloop om het overtollige water van de reservoirs naar de gracht af te voeren.
In het bomvrije gebouw zijn slaapverblijven, een keuken, een kantine, twee waslokalen, een ziekenverblijf en een telegraafruimte. Het fort telde een bezetting van ongeveer 300 man. In ieder slaapvertrek sliepen 24 tot 36 man, op strozakken in stapelbedden. Aan de muren en plafonds hingen houten planken aan beugels. In de muur aan de keelzijde zijn er per ruimte een deur, twee ramen en twee luchtroosters. De grote opening is 1 meter breed en 2,75 meter hoog en is afgesloten met een houten deur, al dan niet met glas, en bovenlicht. Aan beide zijden van de deur zijn openslaande ramen van 85 cm hoog en 65 cm breed. In oorlogstijden werden deze openingen afgesloten met ijzeren platen. In deze draaibare platen voor de ramen en deuren zitten schietgaten met een diameter van 10 cm. Onder de ramen zitten luchtroosters. Aan de buitenzijde hangen ijzeren platen voor de roosters die in normale omstandigheden voldoende lucht doorlaten voor de ventilatie. In geval het fort wordt beschoten en granaten dichtbij inslaan, worden de platen aan de buitenzijde door de overdruk van een explosie naar binnen gedrukt. Hiermee wordt de luchttoevoer geblokkeerd en dit voorkomt dat de overdruk als gevolg van de explosie het fort binnendringt. Is de buitendruk weer normaal, dan vallen de kleppen open en herstart de ventilatie. In het dak van de ruimten zitten ook gaten voor de luchtcirculatie. Op het dak staan schoorstenen van zo’n 50 cm hoog. Het dak werd ook afgedekt met zand tot de rand van de schoorsteen.
In het hoofdgebouw zijn twee wasruimten. Hier staan waterpompen en waterbakken om te wassen. Buiten het fort aan de uiteinden van het hoofd- en frontgebouw zijn privaten voor de soldaten. Voor de (onder)officieren waren in het gebouw privaten. Voor de verlichting werden petroleumlampen gebruikt waarvoor nissen in de muren waren uitgespaard.
De poterne verbond het hoofdgebouw met het frontgebouw. Het was ook de grootste ruimte in het fort en werd gebruikt als appelplaats. Hier zijn ook twee grote buitendeuren die toegang gaven tot de terreplein en de hefkoepelgebouwen. Aan de voorzijde van de gebouwen werd een aarddekking van enkele meters dik aangebracht als extra bescherming tegen vijandelijke granaten.

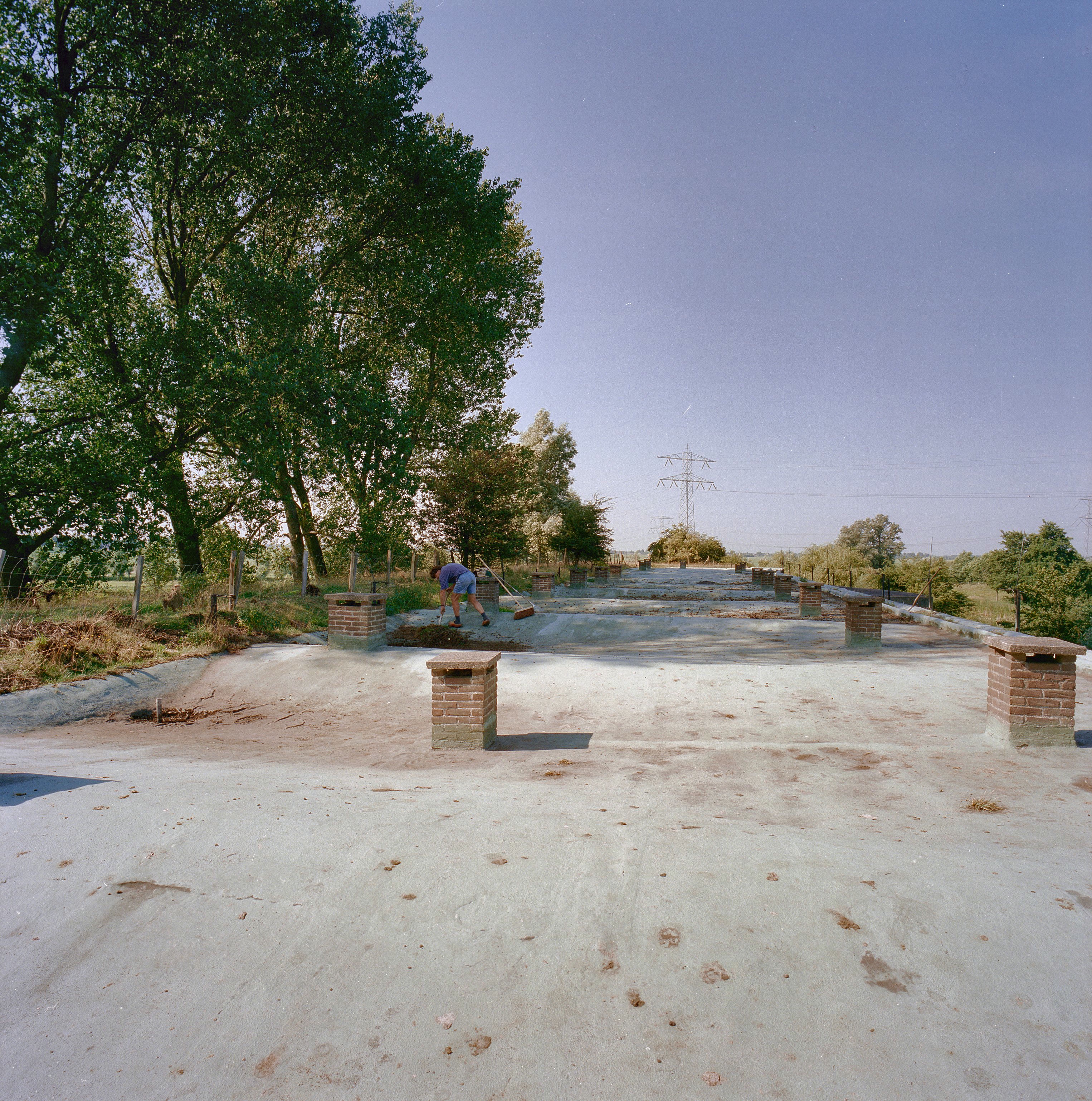
Het dak van het hoofdgebouw
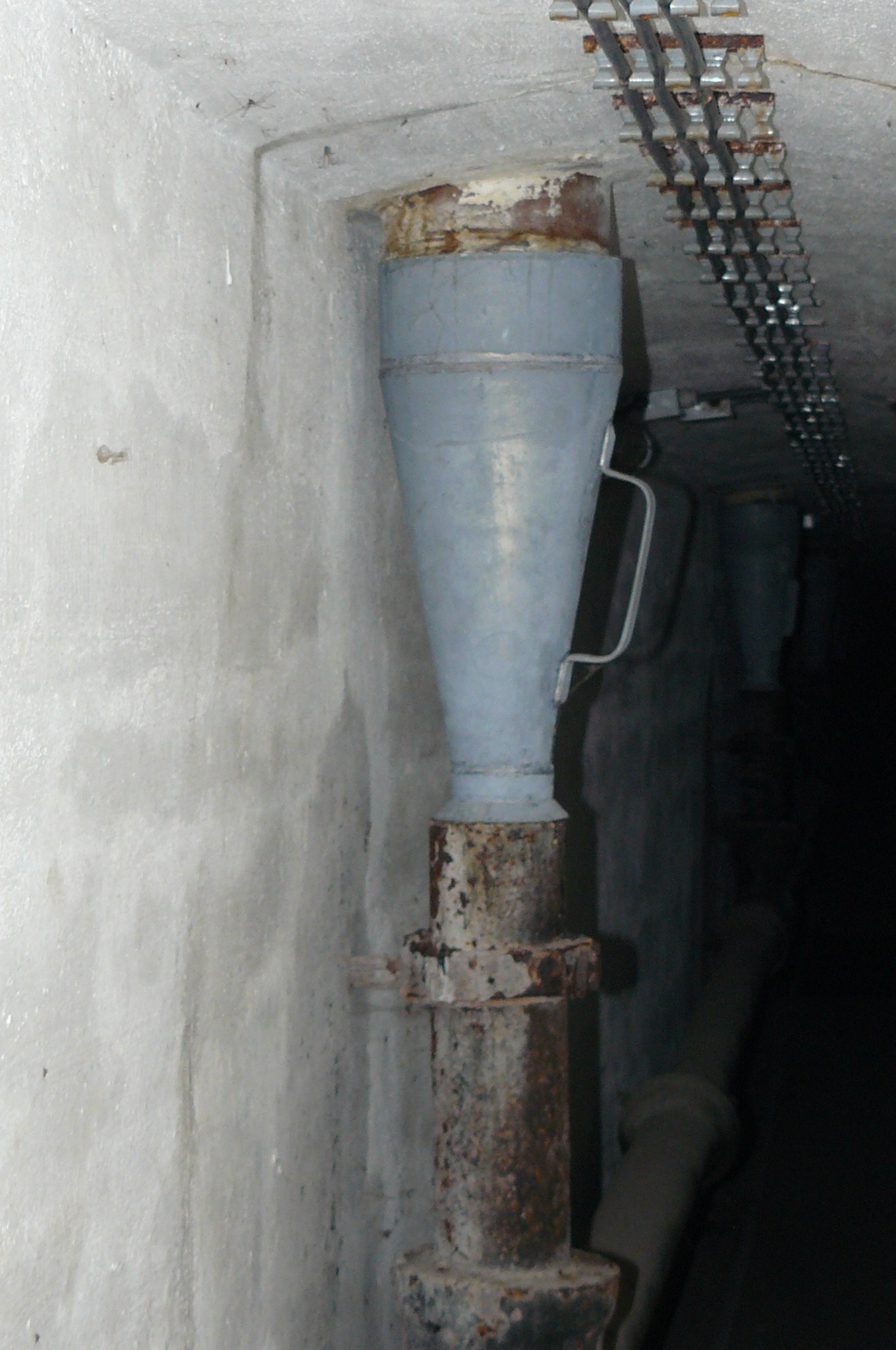
Druipkoker voor de wateropvang
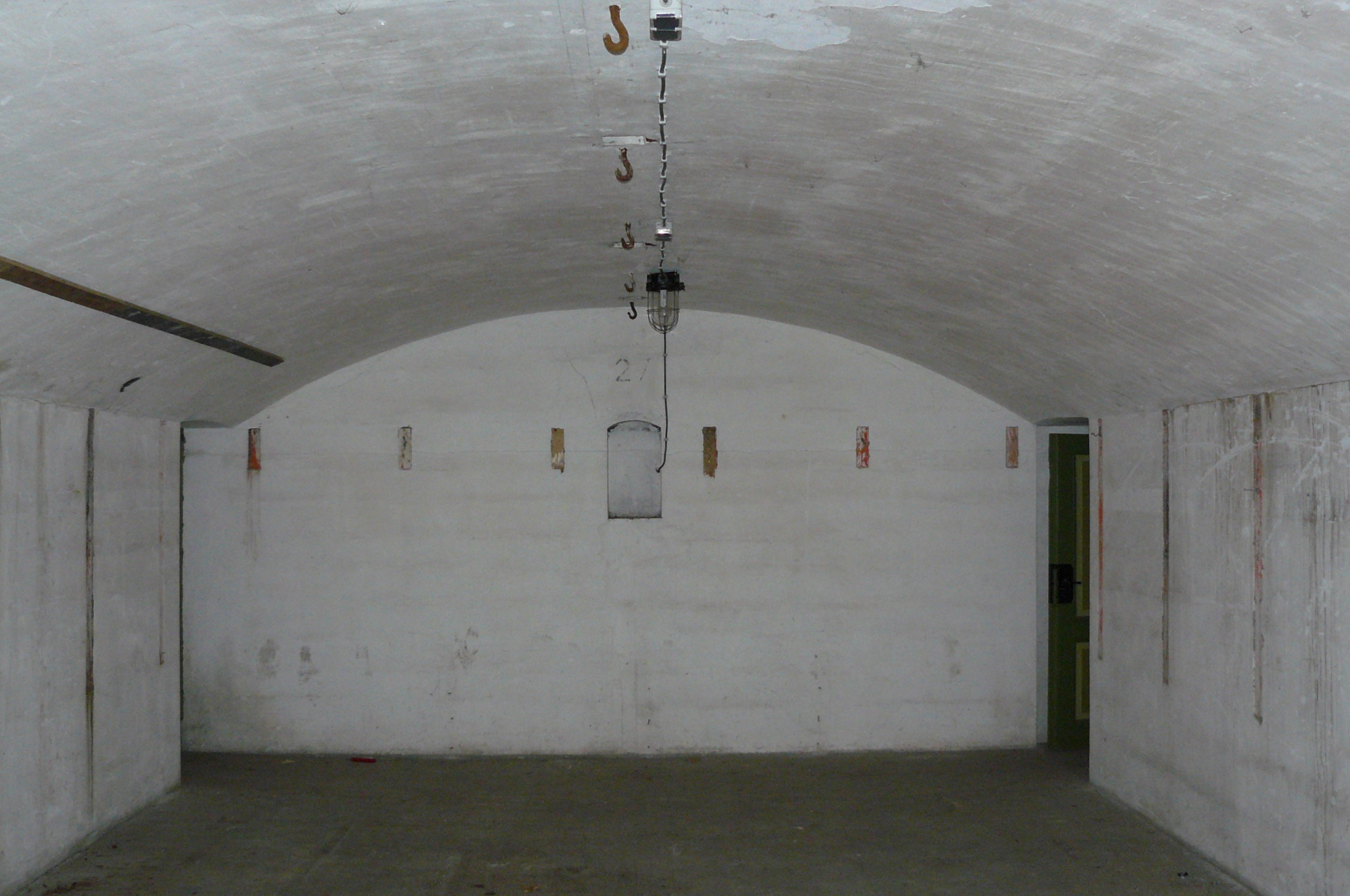
Manschappenruimte
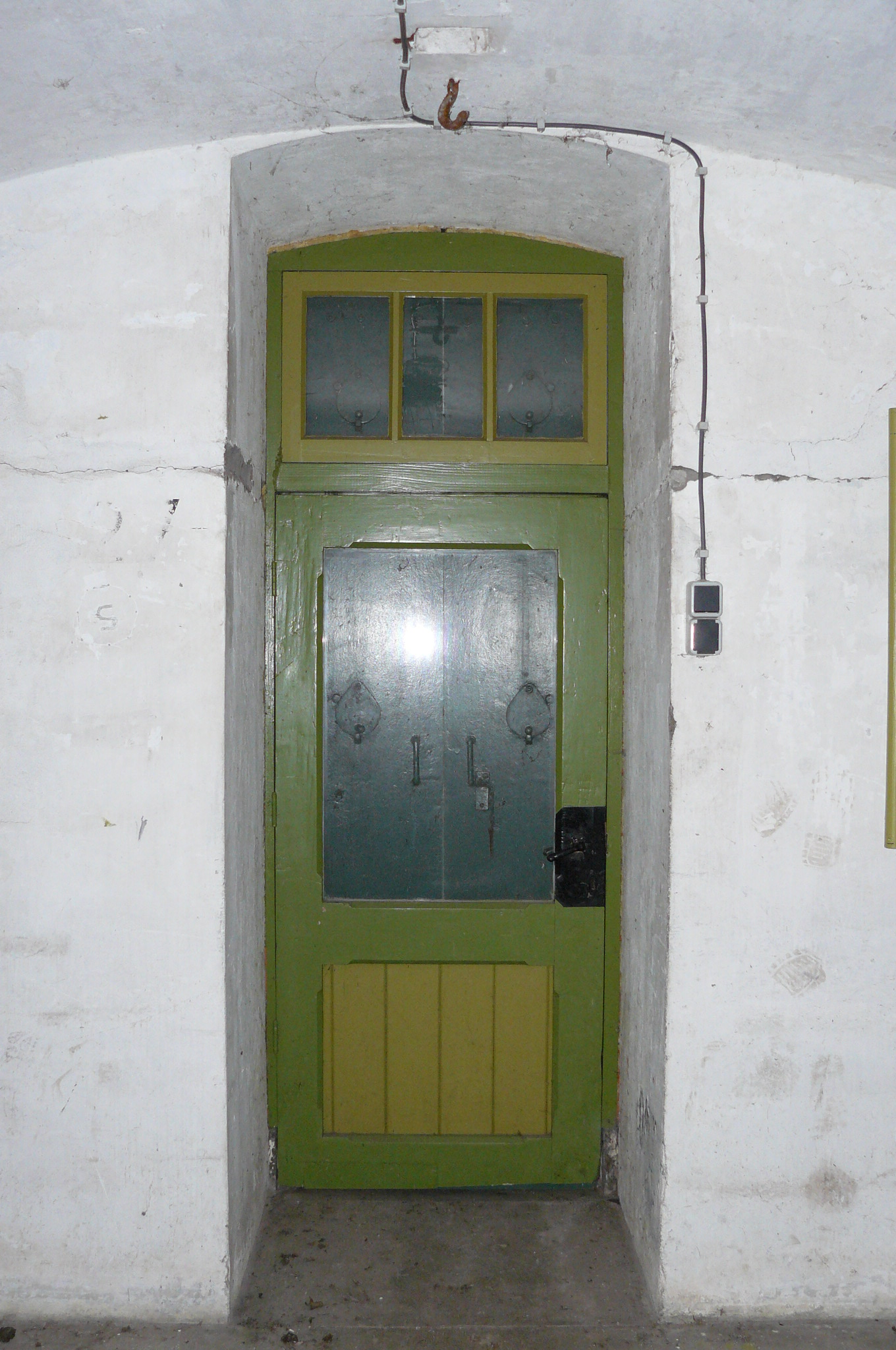
Binnendeur met bovenlicht
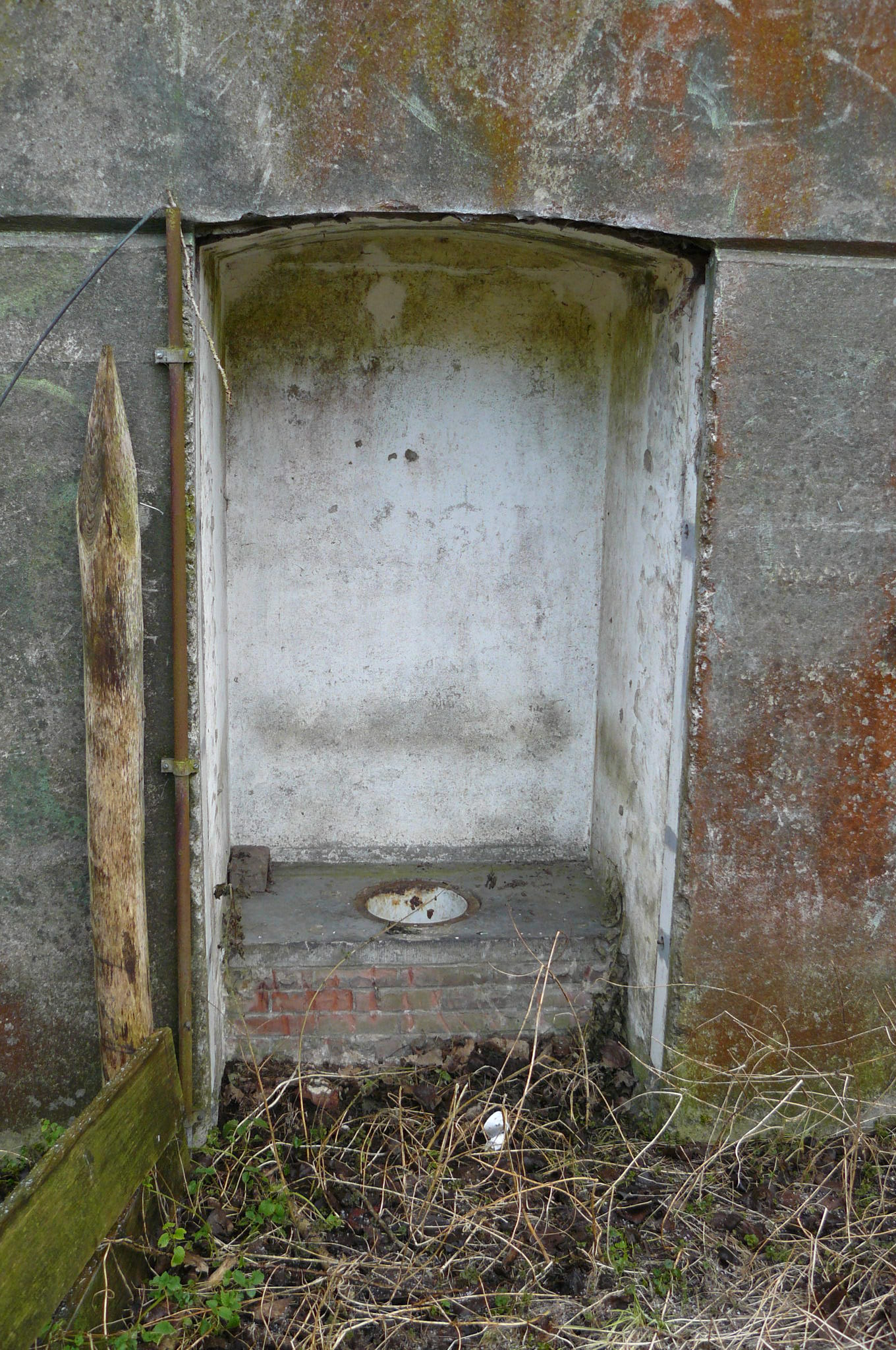
Buitenprivaat manschappen
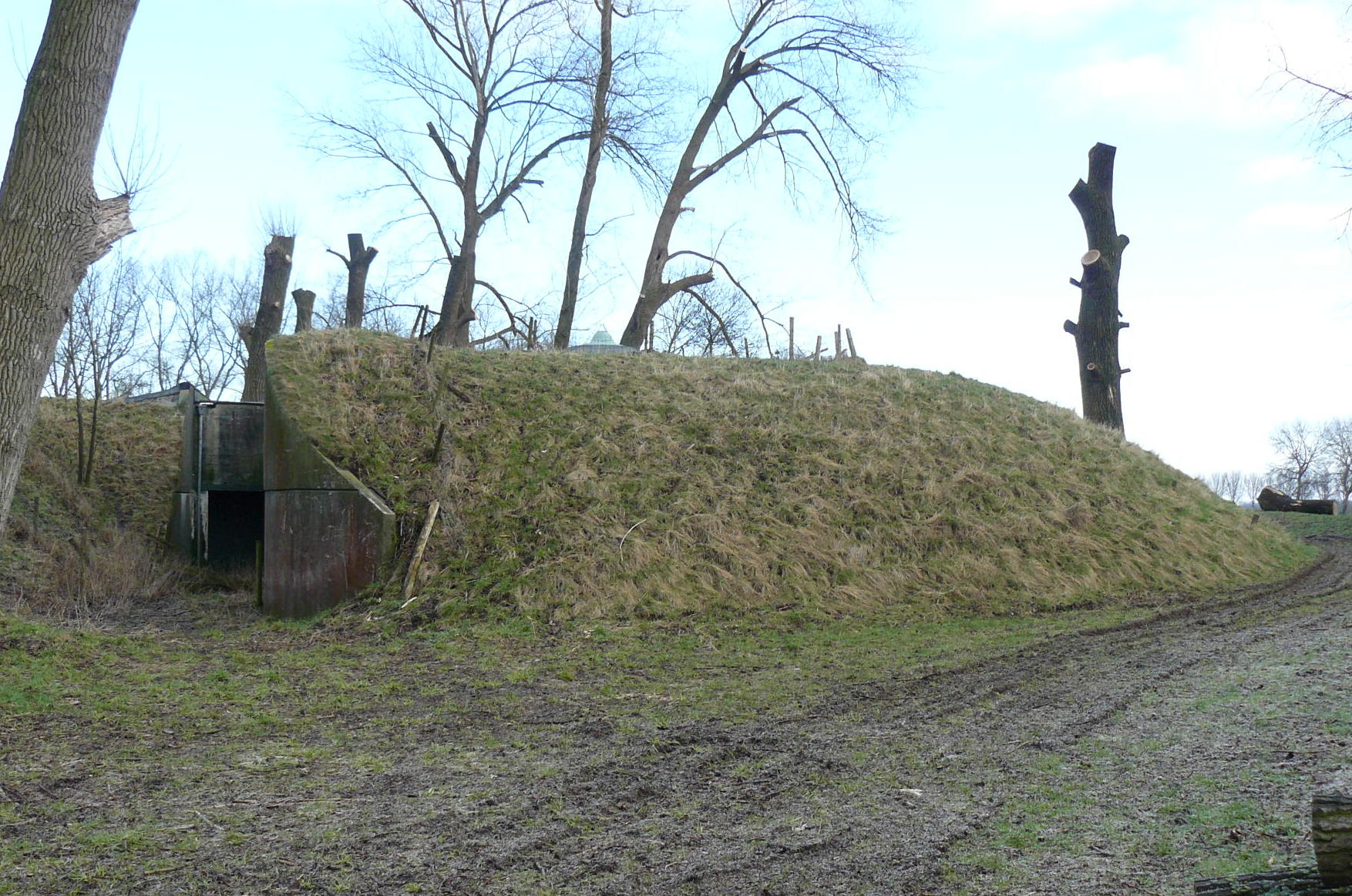
Aangeaard frontgebouw met uitkijkpost

### Bewapening
Elke keelkazemat was bewapenend met twee snelvuurkanonnen met een kaliber van 10 cm voor groot flankementsvuur, een 6 cm-kanon voor de verdediging van de achterzijde van het fort en twee mitrailleurs van het type Gardner M 90 voor de verdediging van de keelzijde van het fort. In het beide hefkoepelgebouwen was een 360 graden draaibaar 6 cm-snelvuurkanon geïnstalleerd. In de genieloods werden kanonnen opgeslagen voor de nevenbatterij in de liniewal achter het fort.

## Gebruik
Het fort heeft nooit strijd gekend maar is tijdens de Eerste Wereldoorlog wel gemobiliseerd. De hefkoepels zijn tijdens de Tweede Wereldoorlog door de Duitse bezetters verwijderd waarna zij het staal gebruikten voor hun oorlogsindustrie. De hefkoepelgebouwen zijn niet opgeblazen om het staal te verwijderen en dit is een van de weinige forten van de Stelling, waaronder ook Fort bij Aalsmeer, waar deze gebouwen nog intact zijn. Tijdens de oorlog deed het fort dienst als opslagplaats van goederen en waarschijnlijk ook van munitie. Door de ligging aan het Amsterdam-Rijnkanaal kon alles wat de Duitsers hadden geroofd relatief eenvoudig met binnenvaartschepen naar Duitsland worden afgevoerd.
Na de oorlog zijn explosieven van de landmacht in het fort opgeslagen. In 1959 is de status van het fort als vestingwerk opgeheven. Het is ook nog tot 1982 gebruikt door de Rijksmunt voor de opslag van metaal voor de productie van muntgeld en heeft hiermee de bijnaam "Knakenfort" overgehouden. De brug is vervangen door een dam in de gracht vanwege de zware vrachtwagens met geld.
Sinds 1987 is het fort plus het omliggende terrein van 17 hectare in bezit van de Vereniging Natuurmonumenten. In 2001-2006 is het fort opgeknapt door Stichting Herstelling, waarbij onder meer de bitumenlaag op het dak werd vernieuwd. Op 22 augustus 2002 bracht koningin Beatrix, vergezeld van burgemeester Cohen van Amsterdam, een onverwacht bezoek aan het fort en de medewerkers van Stichting Herstelling.
In het fort is een kleine horecagelegenheid. In een keelkazemat is in 2024 een permanente expositie ingericht, met drie thema's: het leven in het fort, de inundatie en de bewapening. Voor het leven op het fort is er een animatie over een soldaat en sergeant die vertellen over hun ervaringen tijdens de Eerste Wereldoorlog. De inundatie wordt geïllustreerd door een virtuele dronevlucht over het fort waarbij elementen in de directe omgeving worden belicht die voor de onderwaterzetting van belang waren. Voor de bewapening is een model van het kanon geplaatst en via een interactief scherm wordt de werking van het kanon getoond.

Het fort zoals gezien vanaf het Amsterdam-Rijnkanaal is vandaag de dag door de begroeiing vrijwel onzichtbaar. Het wordt omgeven door een gracht.